# Jagged Little Pill
Jagged Little Pill é o terceiro álbum de estúdio da artista musical canadense Alanis Morissette. O seu lançamento ocorreu em 13 de junho de 1995, através da Maverick Records, seguido de uma distribuição global nos dias seguintes através da Maverick e da Reprise Records, sendo seu primeiro trabalho comercializado mundialmente. Após o lançamento de seus dois primeiros discos Alanis (1991) e Now Is the Time (1992) em seu país natal, os quais obtiveram um desempenho positivo no território, Morissette concluiu seu contrato com a MCA Records Canada, que foi a responsável por lançar os álbuns no país. Pouco depois, conheceu o empresário Scott Welch e mudou-se para Toronto; entretanto, a intérprete não fez muito progresso até mudar-se para Los Angeles, onde conheceu o produtor Glen Ballard, com quem compôs e produziu todo o material de seu terceiro projeto. Mais tarde, foi contratada para a Maverick pelo então executivo de A&R Guy Oseary. Oficializando-se como o responsável por inserir Morisette no cenário musical internacional, Jagged Little Pill foi concebido entre 1994 e 1995, e gravado no mesmo ano nos estúdios Westlake Recording Studios e Signet Sound Studios, ambos situados em Hollywood, Califórnia.
Produzido inteiramente por Glen Ballard, Jagged Little Pill é musicalmente derivado dos gêneros pop rock, post-grunge e rock alternativo, possuindo influências de outros estilos como indie rock. Sua instrumentação inclui bateria, guitarra, baixo e órgão. Liricamente, suas faixas tratam de temas como relações sexuais e questões familiares. O disco recebeu análises predominantemente positivas de críticos musicais, que prezaram sua produção e seu lirismo, bem como os vocais de Morissette. Como resultado, foi indicado em nove categorias dos Grammy Awards de 1996, vindo a vencer cinco delas, incluindo a de Álbum do Ano, fazendo da cantora (na época com 21 anos) a mais jovem a receber este prêmio até então e foi listado pela revista Rolling Stone como o 69.º entre os 500 melhores álbuns de todos os tempos.
Comercialmente, o trabalho também mostrou-se ser extremamente bem recebido. Atingiu o topo das tabelas musicais de mais de 10 países, incluindo Austrália, Canadá, Irlanda, Nova Zelândia e Reino Unido, enquanto listou-se entre os dez mais vendidos em todos os territórios onde entrou. Nos Estados Unidos, debutou na posição de número 117 na Billboard 200, vindo a culminar no periódico, permanecendo no topo por 12 semanas não-consecutivas. Como resultado, converteu-se no disco mais comprado no país em 1996, bem como na década de 1990, sendo certificado com diamante (16x platina) pela Recording Industry Association of America (RIAA) e registrando vendas de 16 milhões de unidades na nação. Mundialmente, Jagged Little Pill comercializou 33 milhões de cópias, sendo um dos álbuns mais vendidos de todos os tempos e o mais bem sucedido de Morissette.
Seis singles foram lançados do disco, dos quais "You Oughta Know" e "Ironic", conseguiram atingir as dez primeiras posições na estadunidense Billboard Hot 100, enquanto os demais, "Hand in My Pocket", "You Learn" e "Head over Feet", "All I Really Want" receberam um lançamento limitado e obtiveram um desempenho moderado nas paradas musicais. A divulgação do CD contou com apresentações em premiações e programas televisivos e a turnês musical Jagged Little Tour feita em 1995. Jagged Little Pill tornou-se o disco em que Morisette foi "descoberta", com a cantora estabelecendo notoriedade em todo o mundo e fez com que profissionais especializados elogiassem a abordagem de assuntos como sexo e ira neste, bem como sua maturidade, o que resultou em uma identificação maior do público jovem e feminino com suas músicas. Além disso, foi notado como uma influência importante para diversas outras artistas femininas.

## Antecedentes
Em 1990, a cantora canadense Alanis Morissette assinou contrato com a gravadora MCA Records Canada, e no mesmo ano lançou seu álbum de estreia, Alanis, composto em grande parte por faixas que ela havia escrito com seu produtor, Leslie Howe. Comercialmente, o trabalho foi significativamente bem recebido em seu país natal, vendendo cerca de cem mil cópias e recebeu uma certificação de ouro. Seu álbum seguinte, Now Is the Time, saiu em 1992, e sofreu fraco desempenho comercial. Consequentemente, seu contrato com a MCA foi concluído e não renovado. A composição de ambos os trabalhos era direcionada ao teen pop e dance-pop, visando capitalizar com o mesmo apelo juvenil que catapultou as estadunidenses Debbie Gibson e Tiffany. Em 1993, o ex-agente de Morissette, Leeds Levy, da MCA, a apresentou ao empresário Scott Welch, que ficou imediatamente impressionado com as suas habilidades como compositora e sua personalidade obstinada. Na época ela ainda morava com os pais. Juntos, eles decidiram que seria melhor para sua carreira deixar Ottawa, ir para Toronto e começar a escrever com outras pessoas. Algo que ela fez aos 19 anos, após concluir os estudos. Welch a apresentou ao produtor estadunidense Glen Ballard, que ficou encarregado de ajuda-la a encontrar a direção musical certa para seu próximo registro. O produtor mais tarde mencionou como foi contatado: "Eu era redator da equipe da MCA desde 1978. Em 1994, eu estava gravando discos, escrevendo e produzindo em tempo integral, e recebi uma ligação do meu editor dizendo que havia uma garota do Canadá na cidade, você escreveria uma música com ela?".

## Desenvolvimento e gravação
"Ela nunca mexeu nos vocais. "You Oughta Know" foi [gravado] em uma tomada, e eu mal consegui gravá-la, e está meio distorcida. Acredite, eu queria muito mudar, e ela não deixava. Ela tinha feito dois discos que continham muito, 'isso não está certo, vamos refazer, vamos fazer mais tomadas', e eu também fiz discos assim no passado. Havia algo tão revigorante em apenas fazer isso e fazer com que se sustentasse por conta própria. Estava funcionando lindamente".

—Ballard falando sobre o processo de gravação do disco em entrevista à Entertainment Weekly.
Morissette co-escreveu o álbum apenas com Glen Ballard, que também o produziu. A primeira sessão de escrita ocorreu em 8 de março de 1994, no estúdio caseiro de Ballard localizado no Vale de São Fernando, em Los Angeles, na Califórnia, Estados Unidos. De acordo com ele, a conexão entre os dois foi "instantânea", e 30 minutos depois de se conhecerem, começaram a experimentar novos sons. Ballard relatou à revista Rolling Stone; "Em pouco tempo me conectei com ela como pessoa e, quase entre parênteses, disse; 'Uau, você só tem 19 anos?'. Ela era tão inteligente e pronta para se arriscar em fazer algo que poderia não ter aplicação comercial. Embora houvesse alguma dúvida sobre o que ela queria fazer musicalmente, ela sabia o que não queria fazer, que era qualquer coisa que não fosse autêntico e de seu coração". No estúdio, o produtor pediu à cantora para que o mostrasse alguma de suas composições, o que ela recusou por não se sentir a vontade com nada que havia desenvolvido até então. A partir de seu violão, Ballard decidiu testar a capacidade de composição da artista. Juntos eles escreveram uma faixa nomeada "The Bottom Line", que de acordo com Ballard, foi criado com base na ideia de um bar situado na cidade de Nova Iorque, conhecido como Bottom Line, que costumava receber "grandes músicos". No mesmo dia, Morissete gravou uma fita demo contendo a canção, e por volta das 10 horas daquela noite, retornou para casa. No dia seguinte, Ballard enviou a gravação para Welch, que a aprovou. Sentindo-se motivado, ele se reuniu novamente com a cantora e, juntos, desenvolveram outra faixa, intitulada "Closer Than You Might Believe", que também foi aprovada pela editora. Ballard sentiu que embora nenhuma delas tivesse grande apelo comercial, saber que estava na direção certa era "um impulso suficiente para continuar trabalhando".
Em junho, a intérprete retornou ao Canadá por onde esteve durante todo aquele verão. Nesse período, executivos da MCA analisaram o material que havia sido criado por Ballard e Morissette até então e ficaram confabulados, solicitando que a cantora voasse o quanto antes para Los Angeles para criar mais material com o produtor. De acordo com Ballard, eles "simplesmente enlouqueceram" e em um mesmo dia escreveram "You Oughta Know", seguindo por "You Learn", "Head Over Feet" e "Hand in My Pocket" nos dias seguintes. A dupla procurou escrever e gravar uma música por dia, em turnos de doze ou dezesseis horas, com overdubbing mínimo sendo usado. Um processo muito instintivo, sem muita discussão sobre como deveriam soar as músicas, quando a melodia vinha, eles colocavam letras e gravavam. A dupla se encontrava para almoçar por volta do meio-dia em uma trattoria na esquina do estúdio e conversavam sobre a música que planejavam escrever naquele dia antes de voltar para o espaço para começar a trabalhar — sem engenheiro, sem músicos externos, apenas os dois.  Em entrevistas, os dois declaravam constantemente que gravar Jagged Little Pill foi como tentar "engarrafar relâmpagos". Morissette explicou que isso funcionava como "uma maneira adorável de escrever para mim. É uma música por dia. Se você ouvir, você perceberá que não houve nenhuma premeditação. Mas se algo foi premeditado, fui eu pensando: 'Não vou parar até amar esse disco'". Todos as obras criadas para o disco respeitam essa regra, cada uma gravada em uma ou duas tomadas. As faixas foram refeitas posteriormente em um estúdio profissional utilizando os vocais demo originais. Embora a maior parte do conteúdo do disco tenha sido escrito em tempo real, três futuras músicas que viriam fazer parte de seu alinhamento — "Hand in My Pocket" e "You Oughta Know" e algumas linhas de "All I Really Want" —, foram parcialmente extraídas de trechos do diários pessoal da artista.

"Acho que quando começamos a escrever mais e mais músicas juntos, pensei: "Ah, isso é um convite, é total liberdade para eu ser quem sou e ao mesmo tempo me sentir segura", certo? Então não era como se houvesse 500 pessoas no estúdio, na sala, olhando para mim, me julgando [risos]. [...] minha agenda era me expressar e ser tão autêntica quanto possível, e não pararia até que isso acontecesse".

—Morissette falando sobre o processo de composição do álbum.
Numa das posteriores reuniões entre Ballard e Morissette, "Ironic", veio ser escrita para o álbum. Em uma entrevista com Christopher Walsh, da Billboard, a cantora explicou que esta havia sido a primeira em que eles escreveram juntos desde o começo, ao oposto das anteriores que começaram a serem escritas com Ballard lançando as letras, completando: "Eu tinha escrito com pessoas no passado que não queriam que eu escrevesse letras, então havia uma parte de mim que sabia que eu era um letrista. Depois que começamos a entrar no hiperautobiográfico, ficou assim, porque só eu poderia escrever essas histórias". Ballard explicou que o processo de criação da música surgiu de uma conversa que ambos tiveram em um almoço quando ela disse: "Não seria irônico se um cara ganhasse na loteria e morresse no dia seguinte?". "Right Through You", por sua vez, surgiu como uma resposta após um amigo de Ballard ligado a Atlantic Records, promete-la um contrato com o selo, que mais tarde foi rejeitado. Em dezembro de 1994, a dupla levou as demos para um estúdio e começou a trabalhar em arranjos completos para 5 canções: "You Oughta Know", "Right Through You", "Forgiven", "Wake Up" e "Mary Jane". Chris Fogel foi o engenheiro de som. "You Oughta Know" continha uma guitarra tocada por Dave Navarro junto com o baixo fornecido por Flea. Ambos criaram a música no estúdio juntos e com uma instrumentação diferente. Então, foram convidados a reescrevê-la, algo que Navarro descreveu como sendo "muito parecido com um remix". Falando a esse respeito, ele disse: "A estrutura da música estava pronta, mas não havia arranjos guia, só tínhamos o vocal para trabalhar. Foi apenas um bom momento e basicamente improvisamos até encontrarmos algo que deixássemos nós e Alanis felizes".
A concepção de "Perfect" iniciou-se após algumas músicas nas quais a dupla estava trabalhando não terem dando certo, Ballard então começou a dedilhar um acorde em sua guitarra, enquanto Morissette o acompanhou cantarolando em harmonia — a partir daí começaram a escrever sua letra. Ballard creditou Morissette por preservar o tom caseiro e íntimo de cada canção; "Havia muitas dessas músicas que íamos tentar regravar, mas ela insistia absolutamente: 'Não, não vamos regravá-las, porque essa é a essência do que as tornam boas". Anos mais tarde, em uma entrevista, a cantora revelou que apresentou o disco, então com 10 músicas, a várias gravadoras, que o recusaram, apesar da rica rede de contatos de Ballard na indústria; "Honestamente, estávamos ficando um pouco preocupados [...] Nós até conversamos sobre o lançarmos de forma independente". Em um certo dia, Ken Hertz, advogado de Morissete, em um encontro o produtor, citou que um de seus clientes, Guy Oseary, era executivo da A&R da Maverick, selo fundado pela cantora Madonna em 1992, e arranjou um encontro com Morisette. O profissional "enlouqueceu" quando ouviu "Perfect" e decidiu contratá-la para a editora; "Ele imediatamente demostrou o quanto ele adorou. Foi a única vez que tivemos uma reação como essa", detalhou Ballard. As gravações de Jagged Little Pill foram concluídas nos Westlake Recording Studios em abril de 1995.

## Estrutura musical
Você poderia discutir o caso de Jagged Little Pill como um álbum conceitual. É o diário sem censura de um jovem adulto experimentando a vida em toda a sua glória confusa, dolorosa e injusta pela primeira vez. Despreocupada e francamente traumatizada, Morrissette relata seus sentimentos e emoções ainda mais aguçados pela nova etapa de vida.

— Trecho da análise crítica feita por editores no tabloide britânico NME para temática de Jagged Little Pill.
No âmbito musical, Jagged Little Pill apresenta como gêneros predominantes o rock alternativo, pop rock e post-grunge, marcando um afastamento notável do som dance-pop utilizado em Alanis e Now Is the Time. Sobre a mudança de estilo musical no disco, em uma entrevista para o jornal The Baltimore Sun, a cantora comentou: "Eu tive uma discussão semelhante com alguém outro dia que achou difícil acreditar que alguém pudesse ir de escrever dance pop para gravar um disco com 'You Oughta Know'. Eu disse, 'Bem, você não era uma pessoa diferente aos 15 anos do que era aos 21?' [...] Eu olho para ele e não me desculpo com o quão evidente toda a emoção é, porque tinha que ser. Se não fosse, eu estaria me censurando, como fazia quando era mais jovem. E isso teria perpetuado minha repressão, na verdade". Sua instrumentação inclui guitarras limpas, distorcidas, berros e vocais limpos. Instrumentos como a gaita e um toque sutil de órgão aparecem, bem como batidas programadas. Algumas canções possuem estilos dos anos 1970, inspirados na música de raiz estadunidense, incluindo folk, cordas de aço, caixa e prato de bateria aparente. Escrever Jagged Little Pill foi catártico para Morossete que finalmente se viu capaz de expressar sua maioridade por meio de imagens mais maduras, em parte como resultado dessa nova segurança e liberdade que ela recebeu em Ballard. O resultado foi uma representação caótica e autêntica de sua vida naquela época; o ponto exato de ruptura que acontece entre a fase adolescente para a adulta, sendo que pode ser considerada uma obra coming of age. Como resultado de seu amadurecimento, ela inspirou-se em produzir um álbum que tematicamente discorre sobre a vida, o jeito como foi criada, religião e até mesmo os momentos em que seu coração quebrou por uma desilusão amorosa são expostos de forma absoluta e catártica na mistura das faixas. Morissette declarou que durante a produção do álbum sua situação mental deteriorou após um assalto a mão armada, levando a constante ansiedade e ataques de pânico, e tentou superar esses sentimentos negativos expressando suas emoções nas letras. Ela disse que tinha o objetivo de "criar um trabalho que mostra seu lado completamente verdadeiro", adicionando que "digo coisas em minhas canções que não diria em condições normais ou mesmo as conversas mais sérias."
O álbum começa com "All I Really Want", cuja instrumentação é formada por gaita, guitarras espiraladas e bateria enlatada, e é deriva do grunge-pop. A letra fala sobre "relação intelectual" e uma conexão mental com outra alma irritada, frustrada, assustada e desconfortável. A segunda obra, "You Oughta Know", contém elementos de indie rock bem como de funk; inicia-se como uma balada com instrumentação mínima, então introduz guitarras grunge distorcidas sobre vocais de rap no pré-refrão antes de abrir em um refrão. A letra basicamente é sobre o rescaldo de um relacionamento que deu completamente errado, que a deixou machucada. Ela começa relembrando a relação entre os dois; "ela é pervertida como eu? Ela te chupa no cinema" e, por fim, menciona a bagunça que ele deixou e no qual ela demora para se recuperar e que considera um fardo; "Eu estou aqui para te lembrar da bagunça que você deixou quando foi embora, não é justo me negar da cruz que carrego e que você me deu". "Perfect" aborda as pressões das altas expectativas pelas quais os filhos são submetidos desde a infância por seus pais, contendo guitarras, baixo e bateria natural conforme progride. "Hand in My Pocket" é sobre emoções conflitantes e pontos centrais na juventude, instrumentado por guitarras de rock sutis, baixo saltitante, programação de bateria seca, um leve solo de gaita e um órgão intensificador nas fases posteriores da música. Ele retrata um lado mais leve de Morissette, com letras que abordam temas de seu lado modesto e esperançoso. Segue-se, então, "Right Through You", uma canção grunge com letras raivosas sobre chefes de gravadora desprezíveis que assediam artistas femininas com pedidos sexualmente sugestivos em vez de realmente apoiarem suas carreiras musicais — algo que a intérprete vivenciou. Inicia-se com um violão dedilhado, porém conforme progride ganha um arranjo de rock mais abundante.

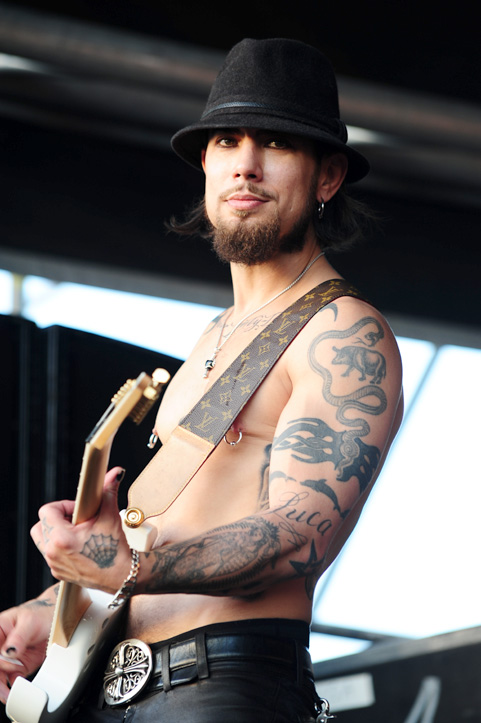
Dave Navarro, integrante da banda Red Hot Chili Peppers, tocou guitarra na faixa "You Oughta Know".

"Forgiven" baseia-se na educação católica da vocalista, apresentando seus questionamentos sobre a religião e o patriarcado embutido nas práticas que acompanhou desde pequena; "Disseram-me", lembrou ela, "que se eu não fosse virgem quando era adolescente, devia ser uma verdadeira prostituta. Eu acreditava que, se fizesse sexo, seria condenada ao inferno para sempre". A quinta canção, "You Learn", é, em termos musicais, um rock de ritmo médio, enquanto liricamente fala das importantes lições de vida. Sua escrita deu-se quando a artista mudou-se do Canadá para Los Angeles e ainda estava tentando se acostumar com a rotina de viver em um país diferente do seu. Seus vocais estão quase calmos e, de certa forma, oferece conforto para os sentimentos outrora explorados. "Head Over Feet" é uma balada apoiada por leve gaita tocada por Morissette, guitarras jangle pop acompanham os vocais de abertura, que são logo apoiados por um baixo e uma bateria. A letra fala sobre sobre uma dinâmica que foi saudável, com uma pessoa que era gentil e amável, mas sobre um amor que ela não sentia merecer. "Mary Jane" é uma balada construída sobre uma guitarra elétrica tensa e vibrante, em que a intérprete escreveu como uma espécie de homenagem e empatia para a figura feminina, que estava sempre dando o seu melhor para todo mundo, colocando o sentimento dos outros na frente, mesmo que não seja saudável. Em 2010, um escritor sugeriu que era um exemplo de argumento antirretórica sobre agir.
Em "Ironic" a intérprete canta sobre uma série de situações que deram errado, "é uma carona quando você já pagou" e "um engarrafamento quando você já está atrasado", o que levantou discussões sobre não conter uma aplicação correta do termo irônico. Inicia-se como uma balada acústica suave até desencadear em um melódico rock durante os refrões. A seguinte é "Not the Doctor". Considerada a mais dura e cruel do disco inteiro, seu lirismo rejeita a narrativa de que mulheres tem que ser uma espécie de salvadoras emocionais para homens que são despreparados ou infantis, que dependem de suas parceiras para absolutamente tudo — e colocam expectativas irreais nas mesmas. Encerrando o disco, "Wake Up" onde ela detalha vários exemplos de contradição automática adolescente. A própria Morissette disse que essa é uma espécie de "irmã" para "All I Really Want" porque contém todas as mesmas vulnerabilidades da primeira, mas de uma forma mais madura e pontual. O número bônus do disco, "Your House", liricamente a apresenta imaginando-se andando pela casa de um ex-namorado e descobrindo que agora ele mora lá com outra parceira.

## Lançamento e promoção

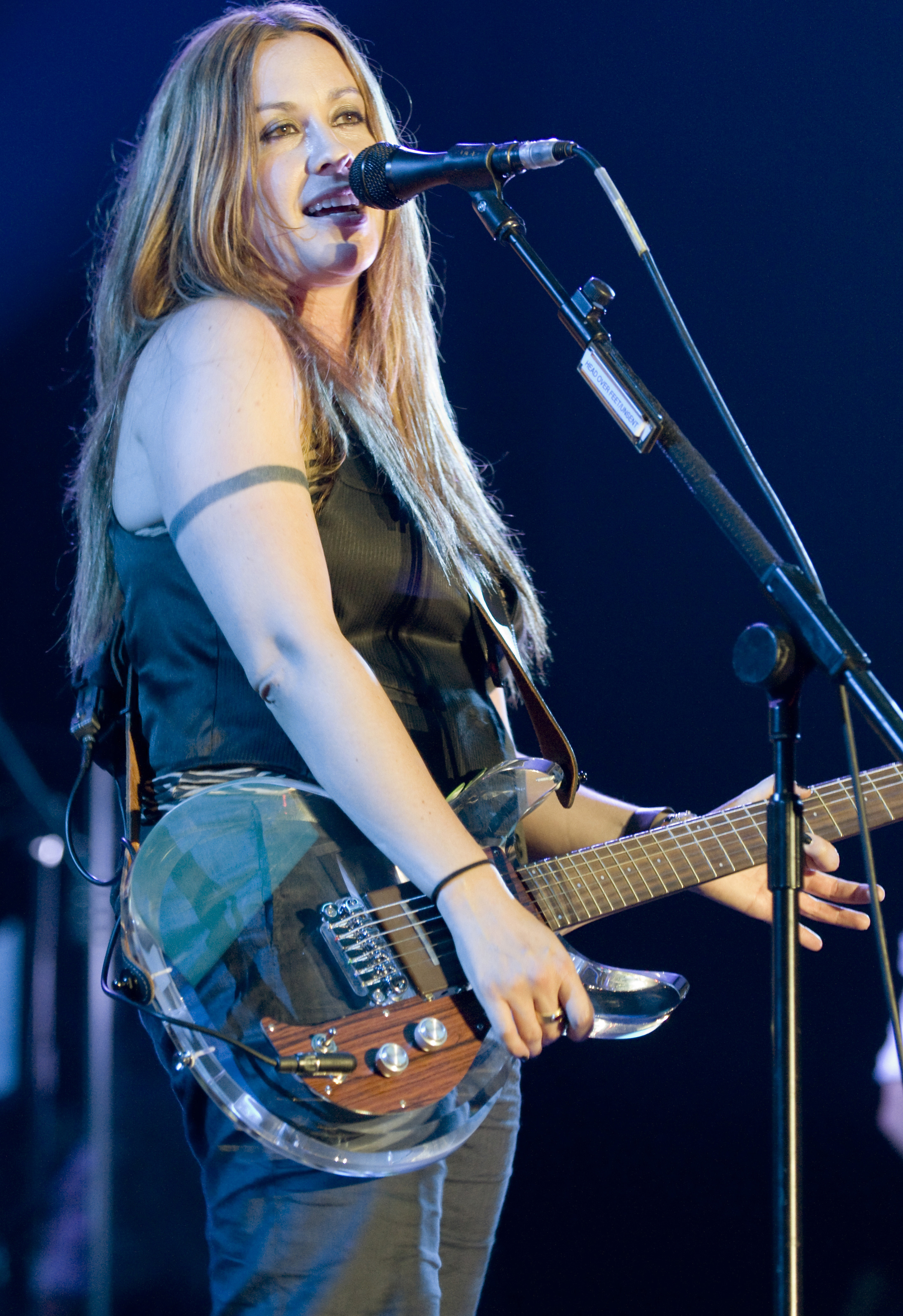
Morissette em um concerto ao vivo no Espacio Movistar, Barcelona, 2008.

A Maverick Records lançou Jagged Little Pill internacionalmente em 13 de junho de 1995. Sua distribuição inicial ocorreu nos formatos CD, fita cassete e vinil. O título do álbum foi retirado de uma linha do primeiro verso da música "You Learn", que cita uma "pílula irregular". Em entrevista à MTV News em 1995, a artista se aprofundou sobre seu significado; "Muitas das premissas sobre as quais escrevo neste disco têm a ver com certas partes do meu passado e, muitas vezes, quando estou imersa em algo realmente difícil, não percebo que há uma lição ali em algum lugar. É apenas em retrospecto que vou perceber por que passei por isso. Portanto, a letra diz 'engula, é apenas uma pílula pequena e irregular'. Então, há algum tipo de recompensa e pode não ser imediatamente". As fotos que ilustram o seu encarte ficaram a cargo do fotógrafo John Patrick Salisbury, enquanto seu design gráfico é assinado por Thomas Recchion.
Para a imagem de capa fora escolhida uma foto em que a artista tirou agachada no alto de um penhasco em Malibu, Califórnia, no primeiro semestre de 1995; as imagens ocupam aproximadamente ¾ da capa, que é complementada por um espaço vazio em branco no canto esquerdo superior. As cores são divididas em tons quentes e frios, moldando ideias de dualidade. A capa evoca ideias de complexidade por meio do uso de várias cores, texturas e camadas com efeito de transparência, cujas imagens da cantora e de elementos da natureza se mesclam, se sobrepõem. Em nenhum momento a artista olha diretamente para a câmera. Morissette aparece com expressões mais sérias, com lábios cerrados sem sorrir. Há também imagens em que ela olha para o céu e outra em que olha para baixo. A imagem na qual artista olha para cima é colorida com cores quentes sendo também composta por texturas de gramíneas, que devido aos tons avermelhados e rosados, faz lembrar labaredas de fogo. Já a foto, na qual ela é retratada olhando para baixo, é composta por tons frios como azuis, verdes e roxos. A fotografia da cantora é esmaecida em direção ao branco, que desaparece numa forma de névoa branca, em direção à parte "vazia" da capa. O título do álbum, Jagged Little Pill, em caixa baixa e corpo menor, está posicionado de maneira mais discreta do que o nome da artista, ocupando o lado direito da capa, na parte inferior. Ademais, o fato de o título ter sido escrito todo em caixa baixa também parece evocar ideias de despojamento, informalidade.
Inicialmente a divulgação do álbum foi escassa, com Morissette concedendo algumas entrevistas a publicações internacionais; Entre as quais, ela foi destaque em uma edição da revista Billboard um pouco antes da liberação do projeto, onde tratou sobre suas expectativas em torno do mesmo. No entanto, seis meses depois a situação se inverteu; devido a forte reprodução de "You Oughta Know" nas estações de rádio, assim como seu vídeo na MTV, ela foi a convidada comparecer em diversos programas. À esse respeito, o canal entrevistou a artista para tratar sobre o sucesso que o disco e a faixa estavam recebendo. Ela foi convidada a canta-lo ao vivo na cerimônia dos MTV Video Music Awards realizado em 7 de setembro de 1995. Em 28 de outubro, Morissette apresentou o tema na televisão, onde atuou como convidada musical do Saturday Night Live; Na ocasião, ela também executou "Hand in My Pocket" pela primeira vez como um single. Em 28 de fevereiro de 1996, a artista apresentou-se na 38.ª edição do Grammy Awards, dando voz a "You Oughta Know". No dia 27, do mês seguinte, tocou "Ironic" no palco dos Juno Awards. Em seguida, viajou para a Europa e foi destaque em vários programas de televisão, incluindo Top of the Pops e no evento beneficente The Prince's Trust. Nos Brit Awards, Morissette apresentou-se com "Hand in My Pocket". Já no Festival de Sanremo, interpretou "You Oughta Know", como convidada especial. Durante sua passagem pelo Brasil, a artista realizou uma aparição no Programa Livre de 28 de outubro, na qual foi entrevistada por Serginho Groisman e promoveu o álbum cantando diversas canções do mesmo. Ela também apareceu em um capítulo do seriado Malhação, que foi levado ao ar em 26 de novembro, onde tocou e cantou "Head Over Feet".
Para promover ainda mais o álbum, Morissette embarcou na Can't Not Tour (também conhecida como Jagged Little Tour ou Intellectual Intercourse Tour) que começou em 4 de novembro de 1995 em Tóquio, Japão, e terminou em 18 de outubro de 1997 em Sacramento, Califórnia. A turnê durou dois anos e percorreu arenas na América do Norte e do Sul, Ásia, Europa e Oceania. Foi registrada em um álbum ao vivo lançado em VHS e DVD, sob o título Jagged Little Pill, Live, que recebeu análises positivas da crítica especializada e ganhou um prêmio Grammy de Melhor Vídeo Musical Longo. Morissette lançou Jagged Little Pill Acoustic em 2005, contendo versões acústicas do original, como parte das comemorações para o décimo aniversário de lançamento do mesmo. Em 2020, quando completou 25 anos de liberação, artista planejou embarcar em uma digressão mundial em celebração à obra, mas o projeto foi adiado devido a Pandemia de COVID-19, vindo a se concretizar apenas em 2023.

### Singles
"You Oughta Know" foi lançado como o primeiro single de Jagged Little Pill em 6 de julho de 1995. Comercialmente, superou as expectativas da gravadora. Após a KROQ-FM, uma influente estação de rádio de Los Angeles, começar a tocá-lo em exaustão, ele entrou em várias tabelas musicais dos Estados Unidos e, consequentemente, do resto do mundo. Na Alternative Airplay alcançou o primeiro lugar em meados de julho do mesmo ano e permaneceu nessa posição por cinco semanas consecutivas, a maior quantidade de tempo entre qualquer artista feminina até ser superada por "Royals", de Lorde, em 2013. Jornalistas musicais atribuíram o desempenho desigual da canção nas paradas canadenses à resistência dos programadores de rádio, devido a sua letra e sonoridade de natureza agressiva que marcarem uma alteração drástica na imagem estabelecida de Morissette como uma estrela pop adolescente. Dirigido por Nick Egan e produzido por Mark Fetterman, o vídeo musical correspondente foi filmado no Deserto de Mojave. Na gravação, a intérprete corre furiosamente pela paisagem árida e canta em um palco com seus então membros da banda se apresentando — incluindo Taylor Hawkins. "Hand in My Pocket" foi a próxima música de trabalho lançada; culminou na Alternative Airplay e alcançou o 4.º e o 8.º lugar na Mainstream Top 40 e Mainstream Rock, respectivamente. Dirigido por Mark Kohr e filmado em preto e branco e câmera lenta, seu vídeo apresenta Morissette em meio a um desfile de boas-vindas.
Em 27 de fevereiro de 1996, foi liberado "Ironic" como o terceiro single. Em termos comerciais, converteu-se no seu maior sucesso do álbum; Por seis semanas, liderou a canadense Canadian RPM Singles Chart. Também alcançou os cinco primeiros na Austrália, Nova Zelândia e Noruega. Nos Estados Unidos, por ter sido lançado em formato físico, tornou-se a primeira faixa de Jagged Little Pill elegível para entrar no Billboard Hot 100, onde obteve a quarta como melhor posição. O francês Stéphane Sednaoui dirigiu o videoclipe. Nele, é visto quatro versões de Morisette. A MTV indicou a obra para seis MTV Video Music Awards em 1996, ganhando três deles. Divulgado na sequência, "You Learn" foi um sucesso comercial, listando-se na sexta ocupação da Billboard Hot 100 e entre os quarenta primeiros em países como Austrália, Nova Zelândia e Reino Unido. Em território canadense, comandou a RPM Singles Chart e foi o single de maior sucesso de 1996. Um videoclipe foi filmado — dirigido por Liz Friedlander —, mostrando a intérprete caminhando pelas ruas.
Em 16 de setembro "Head over Feet", sua quinta música de trabalho, é lançada. Comercialmente, repetiu sucesso dos antecessores, atingindo as dez primeiras posições, em nações como Canadá, na Irlanda, e no Reino Unido. Dirigido Michele Laurita, seu vídeo musical é simples, com ênfase no rosto de Morisette, que aparece cantando e tocando gaita. "All I Really Want" foi extraída como o última tema de divulgação de Jagged Little Pill em 25 de novembro. Por causa de seu lançamento direcionado a mercados limitados, entrou em poucas paradas musicais, conseguindo atingir o número 40 na Austrália, 59 no Reino Unido e 14 na estadunidense Alternative Airplay.

## Recepção

### Crítica profissional
| Críticas profissionais        | Críticas profissionais |
| Avaliações da crítica         | Avaliações da crítica  |
| Fonte                         | Avaliação              |
| ----------------------------- | ---------------------- |
| AllMusic                      | [ 83 ]                 |
| Chicago Tribune               | [ 84 ]                 |
| Christgau's Consumer Guide    | B+                     |
| Entertainment Weekly          | C+                     |
| Los Angeles Times             | [ 87 ]                 |
| NME                           | 7/10                   |
| The Philadelphia Inquirer     | [ 89 ]                 |
| Q                             | [ 90 ]                 |
| The Rolling Stone Album Guide | [ 91 ]                 |
| USA Today                     | [ 92 ]                 |

Jagged Little Pill recebeu análises predominantemente positivas de críticos musicais, que prezaram sua produção e seu lirismo. Outros, contudo, criticaram-no exatamente nesses mesmos pontos. Stephen Thomas Erlewine, do banco de dados AllMusic, concedeu quatro estrelas e meia de cinco totais, opinando que o que o "torna um álbum fascinante" e "surpreendentemente eficaz" é a sua "exploração totalmente fascinante pela psique de uma jovem de 21 anos" e que, por mais caprichada que seja a sua produção, o destaque são as suas letras "puras e Morissette explorando inabalavelmente emoções tão comuns que a maioria das pessoas teria vergonha de articula-las". Anne Ayers, do USA Today, deu três estrelas de quatro e definiu-o como um projeto que "compele canções maduras, seguras e com escrita precisa". Descrevendo-o como "feroz, desafiador e confiante", Tom Breihan, do Stereogum,aclamou o trabalho em uma revisão retrospectiva, alegando que "o pop híbrido de Ballard e toda a angústia de Morissette" resultaram em um produto palatável "para qualquer um ouvinte além de seu gênero".
Para o The Village Voice, o crítico Robert Christgau deu nota B+ ao registro, descrevendo Morissete como uma "relutante refugiada da televisão infantil canadense". Jagged Little Pill, ele elaborou, ajudou a "colocar uma verdade feminista básica em nossos rostos: falsos privilegiados também têm problemas de identidade". Avaliando o trabalho com quatro estrelas e meia, Steve Hochman, do jornal Los Angeles Times, disse que a capacidade de escrita da intérprete "não deixa dúvidas de que tanto sua bile quanto sua felicidade vêm direto do coração". Observando que poucos artistas exploraram "jogos emocionais extremos" de forma "surpreendente" como Morissette, a quem ele via como "um novo talento — algo entre, digamos, Sinéad O'Connor e Liz Phair — que está determinado a expressar sentimentos, seja com um rosnado ou um sorriso". Já Tom Moona, crítico do The Philadelphia Inquirer, deu quatro estrelas e meia e expressou que o projeto apresenta uma artista "sábia além de sua idade, determinada a expor a hipocrisia que encontra a cada passo".
Greg Kot, demonstrou menos entusiasmo em relação a obra em sua revisão para o Chicago Tribune, em especial pela habilidade de escrita de Morissete, que "escreve como se esperaria que um jovem de 20 anos escrevesse; isto é, ela lidera com suas emoções. Ela se esforça pela catarse, mas muitas vezes apenas soa histriônica". Embora tenha apreciando "You Oughta Know", Jody Rosen, da revista Entertainment Weekly, achou o restante do disco "muito mais difícil de engolir", condenando suas "misturas desajeitadas de música alternativa e rock de arena, e Morissette de 21 anos tende a cantar demais em todas as outras linhas". Gabriel Bastos Junior, do períodico brasileiro Estadão, sentiu que os vocais "estridentes de Morissete por vezes incomoda", assim como as canções do disco que "sofrem da mesma pasteurização e falta de criatividade — tanto na composição quanto nos arranjos ainda que bem produzidos —, que a maioria de artistas pré-fabricados". O profissional concluiu dizendo que, embora houvesse franqueza em algumas letras, o todo carecia de "consistência".

### Reconhecimento
Jagged Little Pill rendeu à Morissette diversas indicações e prêmios da indústria da música. Nos Billboard Music Awards, a cantora angariou as três láureas em que concorreu; Melhor Artista, Melhor Artista Feminina e Melhor álbum da Billboard 200. Em 1996, a obra e sua intérprete receberam cinco troféus nos Juno Awards, incluindo Álbum do Ano, Single do Ano por "You Oughta Know", Vocalista Feminina do Ano, Compositora do Ano e Melhor Álbum de Rock. Já na edição do ano seguinte, "Ironic" ganhou como Single do Ano, enquanto Morissette recebeu o de Compositor do Ano e um Prêmio por Conquista Internacional. O álbum e seus singles renderam à cantora seis indicações durante a 38.ª cerimônia dos Grammy Awards. Ao vencer quatro — Melhor Performance Vocal de Rock Feminino, Melhor Canção de Rock (ambos por "You Oughta Know"), Melhor Álbum de Rock e Álbum do Ano — Morissette igualou-se a Carole King e Bonnie Raitt entre as artistas femininas com o maior número de vitórias obtidas em uma única edição até então. Além disso, ela se tornou o primeiro artista canadense a vencer em Álbum do Ano e a cantora mais jovem a receber este prêmio — um recorde que foi quebrado 14 anos depois por Taylor Swift, que obteve a condecoração aos 20 anos com Fearless (2008). "Ironic" foi ainda nomeado para a Gravação do Ano e Melhor Vídeo Musical, em Formato Curto na edição de 1997 do evento. No mesmo ano, os World Music Awards reconheceu Jagged Little Pill como o Álbum Pop/Rock Favorito.
Em 2000, Colin Larkin o adicionou na 51.ª posição em sua lista dos 1000 melhores álbuns de todos os tempos. A revista musical Rolling Stone o ranqueou em último lugar de seu catálogo "Mulheres que fazem rock: os 50 melhores álbuns de todos os tempos". Ao ranquear os 500 melhores álbuns de todos os tempos, a mesma publicação posicionou-o no número 69. Quando a revista Entertainment Weekly elegeu em 2020 os 30 melhores álbuns desde sua primeira edição em 1990, Jagged Little Pill foi colocado no décimo posto. É citado no livro 1001 Albums You Must Hear Before You Die, que compila os 1001 álbuns necessários de se ouvir antes de morrer. Também aparece em em 26º lugar entre os 200 discos definitivos do Hall da Fama do Rock and Roll e do National Association of Recording Merchandisers. Em 2001, espectadores do canal musical VH1 elegeram-no 44° em uma enquete dos 100 melhores álbuns de todos os tempos.

### Impacto e legado
"Na época, ela era apenas uma mulher tocando guitarra elétrica, realmente chorando e não tentando ser sensual. Suas letras tinham integridade real; ela está cantando sobre coisas que realmente importam e há histórias reais ali. Lembro-me de muitos caras na época e até hoje disserem: 'Eu odeio esse álbum, ela soa muito revoltada'. Os homens de alguma forma não podem aceitar isso em uma mulher, [mas] é perfeitamente aceitável se você for Rage Against the Machine. Lembro-me de pensar: 'Não me importo, porque ela está fazendo isso e é muito legal'. Como um forte modelo feminino, ela foi importante e encorajadora"

—Emily Staveley-Taylor, membro do The Staves, refletindo sobre o legado de Jagged Little Pill, para o jornal The Guardian.
Diversos jornalistas e críticos musicais têm notado o legado de Jagged Little Pill na indústria musical. Em parte, seu sucesso comercial foi atribuído a forma como Morissete expunha seus sentimentos nas letras, bem como sua imagem e sua linguagem com os jovens, que desviava-se do que era realizado na música popular contemporânea realizada na metade dos anos 1990, descrita pelo crítico Emma Garland, do portal AnOther, como sendo dominada por "gêneros liderados por homens como grunge, hip-hop e britpop, enquanto as mulheres eram representadas principalmente por vocalistas solo como Mariah Carey, Celine Dion e Whitney Houston". Sua ascensão mostrava, para o crítico, que algo estava mudando na forma de retratar as vivências amorosas juvenis, em especial a feminina, de uma forma sem demagogia ou subentendida; "Longe da estrela que se esperava que ela se tornasse, Morissette se viu cantando — muitas vezes lindamente, muitas vezes como um animal doente —, sobre exploração, controle, vingança e chupar alguém no cinema. Coisas sobre as quais agora falamos publicamente e que na época foram sublinhadas em suas letras sarcásticas e refrões empolgantes".
Para a Irish Examiner, Ruth Scott observou que, até então, a música mainstream não tinha tido "espaço para compositores confessionais que por acaso também possuíssem um par de ovários. No entanto, ela superou o preconceito e tornou-se uma das artistas femininas mais bem sucedidas de todos os tempos. Mais do que isso, Morissette fez isso com um álbum que, décadas antes do Movimento Me Too, articulou o que era ser uma jovem crescendo em um mundo cruel e crítico. A NME argumentou que a artista fez um registro "intensamente pessoal sobre facetas específicas de sua vida com as quais milhões [de pessoas] poderiam de alguma forma se relacionar. Ao entrar totalmente em si mesma e desnudar sua psique sem restrições, ela tornou a coisa universal e inclusiva". De acordo com o blog independente Female First; "O enorme sucesso de Jagged Little Pill abriu todos os tipos de portas na indústria da música. Isso mostrou que o pop não precisava ser doce. Não precisava ter um final agradável e que sentimentos e emoções reais na música fossem absolutamente abraçados, não escondidos sob harmonias". Em uma entrevista para o ShondaLand celebrando o vigésimo quinto aniversário da obra, a produtora Amanda Freitag observou que —, diferente da estética visual espalhafatosa popularizada pelo pop e o glam rock da década de 1980 —, a chegada de Jagged Little Pill deu lugar a "uma tribo de ouvintes mais discretos, onde poderíamos usar camisas de flanela, [estarmos] sem maquiagem e ainda sermos talentosos e bem-sucedidos".
Um dos aspectos mais importantes do legado de Jagged Little Pill foi a abordagem de sentimentos a partir da perspectiva feminina, o que gerou identificação e foi posteriormente relacionado ao movimento feminista. Conforme elaborado por Rachel Syme, do The New York Times; "Continua sendo um documento maravilhosamente transparente das emoções de uma jovem mulher, de sua paixão, de sua capacidade de catarse". Ela completou sentindo que ele "funcionou mais como um convite, permitindo que mulheres jovens explorassem sua raiva de uma forma que talvez não teriam feito sem vê-la na MTV". A radialista do RTÉ 2fm, Ciara King o credita como "o primeiro manifesto feminista que qualquer uma de nós realmente ouviu". Da mesma forma, Annie Zaleski, do The A.V. Club, expressou que, através da artista, "legiões de adolescentes tinham uma figura identificável", que não era muito mais velha que elas, mas estava falando sobre (e lutando contra) o sexismo flagrante e a opressão social de maneiras diretas e sem sentido. Jagged Little Pill deu às jovens uma voz dominante e orgulhosa". Marisa Guthrie, do jornal The Hollywood Reporter, chamou "You Oughta Know" de "uma um cri de coeur para uma geração de mulheres com menos vozes". Emma Garland, da Vice, notou que disco tornou-se capaz de dialogar e se conectar a diversas gerações femininas, de adolescentes a mães em igual medida. Adicionando que o projeto apresenta Morissette se expondo como "inequivocamente humana e Jagged Little Pill é um diário de erros: coisas que não aceitam que as mulheres façam ou sejam, independente de idade. Em vez de se recusar a aparar suas arestas para se encaixar em um lugar, ela as destaca". Escrevendo para à Spin em novembro de 1995, James Hannaham explanou sobre a impacto que as canções da artista estavam obtendo; "Abastecido pelo hino dos desprezados 'You Oughta Know', Morissette de 21 anos embalou com sucesso a raiva feminina e a vendeu de volta para ex-namorados em todo o mundo com uma abordagem incrível". No artigo, ele também atentou-se à forma como isso era percebido pelo público em suas apresentações;
| “ | "Quando Morissette finalmente sobe no palco, jogando suas tranças de um lado para o outro antes de começar a cantar 'All I Really Want', a multidão grita como um público de Arsenio e sugere seus segredos sombrios, mas também menciona suas proezas artísticas: "Pegar clichês como 'você vive, você aprende' e explodi-los em conclusões dolorosas — 'Você sangra, você aprende / Você grita, você aprende' — Morissette explora o âmago da questão muitas vezes relegado a mero subtexto na música pop". | ” |

O sucesso de Morissette com Jagged Little Pill (1995) foi creditado por apontar a direção para inúmeras artistas femininas como Shakira, Tracy Bonham, Meredith Brooks e, no início dos anos 2000, Pink, Michelle Branch e a compatriota Avril Lavigne. Na época do lançamento de seu quarto álbum Dónde Están los Ladrones? (1998), a primeira citada foi comparada a Morissette por sua semelhança na proposta musical e aparência, o que resultou em muito veículos rotulando-a de uma "versão latina" da canadense. De igual forma, Lavigne, enquanto divulgava seu projeto de estreia, Let Go (2002), foi apontada como uma versão mais jovem da mesma. Mais tarde, ela destacaria Jagged Little Pill como um de seus álbuns favoritos de todos os tempos, afirmando: "[Morissette] é minha artista feminina favorita e Jagged Little Pill é meu disco favorito de todos os tempos. É um disco que eu posso revisitar várias vezes, cantar todas as músicas e nunca me cansar". A estadunidense Katy Perry cita o projeto como uma inspiração musical significativa e, como resultado, optou por trabalhar com Ballard, afirmando: "Jagged Little Pill foi o disco feminino mais perfeito já feito. Há uma música para todos nesse disco; Eu me identifico com todas essas músicas. Eles ainda são tão atemporais". As também estadunidenses, Kelly Clarkson e Olivia Rodrigo reconheceram a importância da obra em suas construções musicais. A primeira disse que o álbum "me fez uma compositora melhor. O que me fez uma cantora melhor". Já a segunda, em uma entrevista à Rolling Stone, revelou que o trabalho mudou sua vida ao ouvi-lo pela primeira vez quando tinha 13 anos e citou "Perfect" como um ponto de referência que a fez olhar "para a música e a composição de uma maneira completamente diferente". Rodrigo ainda revelou que tomou o álbum como um modelo para seu material de estreia, Sour (2021).

## Alinhamento de faixas
Todas as canções compostas e produzidas por Alanis Morissette e Glen Ballard.
| N.º | Título              | Duração |  |
| 1.  | "All I Really Want" | 4:44    |  |
| 2.  | "You Oughta Know"   | 4:09    |  |
| 3.  | "Perfect"           | 3:07    |  |
| 4.  | "Hand in My Pocket" | 3:41    |  |
| 5.  | "Right Through You" | 2:55    |  |
| 6.  | "Forgiven"          | 5:00    |  |
| 7.  | "You Learn"         | 3:59    |  |
| 8.  | "Head over Feet"    | 4:27    |  |
| 9.  | "Mary Jane"         | 4:40    |  |
| 10. | "Ironic"            | 3:49    |  |
| 11. | "Not the Doctor"    | 3:47    |  |
| 12. | "Wake Up"           | 4:53    |  |

## Créditos e pessoal
Lista-se abaixo os profissionais envolvidos na elaboração de Jagged Little Pill, atribui os seguintes créditos:
Instrumentistas
| - Alanis Morissette; harmônica (1, 4, 8), vocais (todas as faixas) - Glen Ballard; guitarra (1, 3, 4, 7–12), teclados (1, 4, 6, 7, 8, 11, 12), caixa de ritmos (4, 7, 8, 11), programação (1, 2, 7, 12) - Dave Navarro; guitarra em "You Oughta Know" - Basil Fung guitarra (3, 10) - Michael Landau; guitarra em "Forgiven" - Joel Shearer; guitarra em "Right Through You" - Lance Morrison; baixo (1, 3, 5, 6, 9, 10, 12) - Flea; baixo em "You Oughta Know" - Michael Thompson; órgão (3, 10) - Benmont Tench; órgão (2, 5, 6, 7, 9, 12) - Rob Ladd; percussão em "Ironic", bateria (3, 10) - Matt Laug; bateria (1, 2, 5, 6, 9, 12) - Gota Yashiki; groovebox em "All I Really Want" | Produção - Glen Ballard; produção musical, engenharia, mixagem - Scott Campbell; mixagem - Ted Blaisdell; engenharia adicional - David Schiffman; engenharia adicional - Victor McCoy; engenharia adicional - Rich Weingart; engenharia adicional - Chris Fogel; engenharia e mixagem - Francis Buckley; engenharia adicional - Jolie Levine; coordenação de produção - Chris Bellman; masterização - Tom Recchion; direção da arte, design - John Patrick Salisbur; fotografia |

## Desempenho comercial
As projeções comerciais para Jagged Little Pill eram modestas, com a Maverick esperando que vendesse apenas o suficiente para Morissette lançar um álbum seguinte. No entanto, o projeto foi um sucesso acima de qualquer expectativa; No total, estima-se que tenha sido comercializadas 32 milhões de réplicas desde seu lançamento, o suficiente para torná-lo um dos álbuns que mais venderam de todos os tempos, o segundo de estúdio por uma artista feminina em carreira solo —, atrás apenas de Come On Over (1996), de Shania Twain —, e o mais bem sucedido do catálogo de Morissette.
Nos Estados Unidos, Jagged Little Pill conseguiu debutar apenas na 117.ª posição da Billboard 200, em 1.º de julho de 1995. Nos meses seguintes, suas vendas aumentaram significativamente até que, na edição publicada em 5 de agosto, atingiu as dez primeiras posições da tabela. Em 7 de outubro, impulsionado pela forte rotação de "You Oughta Know" nas estações de rádio, o álbum finamente alcançou o topo, vendendo 148 mil unidades. Com isso, destronou Cracked Rear View, da banda Hootie & the Blowfish, dessa posição, que se mantivera ao longo de outras seis semanas não consecutivas. No entanto, apesar de ter conseguido chegar a liderança, Jagged Little Pill vendeu 7 mil cópias a menos do que na atualização anterior, quando estava em 3.º lugar. Permaneceu no cume na edição seguinte, ao movimentar mais 142 mil unidades — acima do cento e trinta mil do segundo colocado. Até que, na edição de 21 de outubro, foi retirado do topo pela estreia de Daydream, de Mariah Carey, sendo deslocado para a terceira colocação. Durante todo o ano de 1995, Jagged Little Pill comercializou um total de 4 milhões e 200 mil réplicas, convertendo-se no terceiro mais adquirido nesse período no país. O registro oscilou ininterruptamente entre as vinte primeiros colocados da Billboard 200 até que, em 24 de fevereiro de 1996, recuperou o ápice, com mais de 132 mil exemplares distribuídos. Continuou a transitar entre o topo e as outras dez primeiras posições do gráfico até a edição de 7 de setembro, quando ocupou pela última vez a liderança. No total, o material foi o número um da tabela por 12 semanas — o maior número de edições registradas por qualquer álbum em 1996 —, sendo este o 3.º lançamento mais bem-sucedido de sempre na tabela por uma artista feminina — atrás apenas de 21 (2011), de Adele, e Fearless (2008), de Taylor Swift —, e o 7.º no geral.

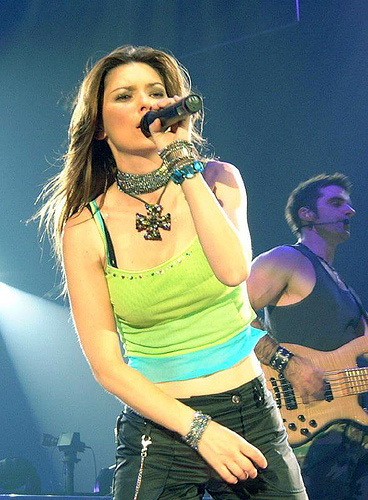
Mundialmente, Jagged Little Pill é o segundo álbum de estúdio mais vendido de todos os tempos por uma cantora solo, superado apenas por Come On Over (1996), de Shania Twain (foto).

A repercussão de Jagged Little Pill nos Estados Unidos se refletiu nas compilações genéricas Top Catalog Albums e Heatseekers Albums, onde foi o vice-líder em ambas. Foi classificado como disco mais comprado na nação em 1996 — com mais de 7 milhões de unidades no total —, e o 61.º do ano seguinte. Concluiu a década de 1990 como o álbum mais adquirido desde 1991, quando a Nielsen SoundScan começou a rastrear as vendas de música, com mais de 13 milhões e 500 mil cópias contabilizadas, sendo o primeiro disco de uma mulher na história a atingir esse valor nos Estados Unidos. Como consequência do seu desempenho, a Recording Industry Association of America (RIAA) emitiu um certificado de diamante (16× platina) denotando 16 milhões de réplicas consumidas no território; Morissette detinha o recorde de artista mais jovem — com 21 anos na época —, a receber um certificado de diamante no país, até que Britney Spears reivindicou esse feito com seu disco de estreia ...Baby One More Time que foi certificado de diamante em dezembro de 1999, quando ela completou 18 anos. Atualmente ocupa a décima sexta colocação na lista dos álbuns mais vendidos da história do país, sendo o terceiro mais bem posicionado por uma artista feminina em carreira solo. No Canadá, terra nativa da intérprete, Jagged Little Pill entrou nas paradas RPM e The Record. Na primeira, debutou 37.ª ocupação em 24 de julho de 1995; Veio a alcançar a posição máxima e passou um total de 91 semanas na tabela e, até 4 de agosto de 1997, foi o nono e o primeiro álbum de maior sucesso de 1995 e 1996 no país, respectivamente. Na segunda, também alcançou o cume na edição de fevereiro de 1996 e, em novembro do mesmo ano, a Music Canada (CRIA) certificou-o com diamante duplo reconhecendo 2 milhões de cópias vendidas.
O único país latino-americano no qual Jagged Little Pill entrou na parada oficial foi o Brasil, onde teve a 7.ª como melhor colocação na lista compilada pelo instituto Nelson Oliveira Pesquisa e Estudo de Mercado (NOPEM). Recebeu certificação de platina dupla entregue pela Pro-Música Brasil, representando mais de 500 mil compras realizadas, o que o converteu no disco internacional mais vendido no país ao longo da década de 1990. Anos mais tarde, a mesma emissora, também o certificou com platina dupla por 500 mil unidades comercializadas no formato streams. Por sua vez, a Cámara Argentina de Productores de Fonogramas y Videogramas (CAPIF) certificou-o com platina após ter sido adquirido 60 mil vezes na Argentina. O registro obteve resultados satisfatórios na Oceania. Na Austrália, estreou na quadragésima sexta posição na edição de 27 de agosto de 1995 e em 10 de março do ano seguinte moveu-se para o cume, permanecendo nesse posto por dez semanas. Depois de vender mais de um milhão de cópias, a Australian Recording Industry Association (ARIA), o condecorou com catorze certificados de platina. É o décimo primeiro disco mais vendido na nação e o segundo por uma artista feminina, atrás somente de de Falling into You, de Celine Dion. Também alcançou o topo da parada da Nova Zelândia e foi certificado com platina pela Recorded Music NZ (RMNZ), devido a distribuição de 15 mil exemplares.
Em terras britânicas, debutou na 76.ª posição do UK Albums Chart e, passadas algumas semanas, ascendeu-se à posição máxima, passando um total de 221 semanas na parada. A British Phonographic Industry (BPI) certificou-o com dez platinas e, de acordo com a Official Charts Company, mais de 2 milhões e 810 mil compras da obra foram realizadas até outubro de 2018. Como resultado, converteu-se no 41.º trabalho mais vendido de todos os tempos no Reino Unido — tendo sido o que mais vendeu em 1996. Constou por duas semanas na segunda posição da parada oficial da Alemanha e conseguiu obter três certificados de platina por um milhão de cópias faturadas. Em território francês, conseguiu a sexta como posição de pico na parada publicada pela Syndicat National de l'Édition Phonographique (SNEP) que, mais tarde, reconheceu à distribuição de 300 mil unidades com um certificado de platina. Jagged Little Pill encontrou sucesso noutras nações europeias, vindo a qualificar-se no comando das tabelas da Bélgica, Escócia, Dinamarca, Irlanda, Países Baixos, Portugal e Suécia. Consequentemente, atingiu o topo da European Top 100 Albums, e foi o mais bem sucedido de 1996. Ao vender mais de sete milhões de cópias no continente, recebeu sete placas de platina entregues pela International Federation of the Phonographic Industry (IFPI).
| País — Tabela musical (1995—96)     | Posição de pico |
| ----------------------------------- | --------------- |
| Alemanha (GfK Entertainment Charts) | 2               |
| Austrália (ARIA Charts)             | 1               |
| Áustria (Ö3 Austria Top 40)         | 2               |
| Bélgica (Ultratop 50 de Flandres)   | 1               |
| Bélgica (Ultratop 40 de Valônia)    | 2               |
| Brasil (NOPEM)                      | 7               |
| Canadá (Canadian Albums Chart)      | 7               |
| Canadá (RPM Albums Chart)           | 1               |
| Canadá (The Record)                 | 1               |
| Dinamarca (Hitlisten)               | 1               |
| Escócia (OCC)                       | 1               |
| Espanha (PROMUSICAE)                | 3               |
| Estados Unidos (Billboard 200)      | 1               |
| Estados Unidos (Heatseekers Albums) | 2               |
| Estados Unidos (Top Catalog Albums) | 2               |
| Europa (European Top 100 Albums)    | 1               |
| Finlândia (IFPI Finlândia)          | 1               |
| França (SNEP)                       | 6               |
| Hungria (MAHASZ)                    | 10              |
| Irlanda (IRMA)                      | 1               |
| Itália (FIMI)                       | 2               |
| Noruega (VG-lista)                  | 3               |
| Nova Zelândia (Recorded Music NZ)   | 1               |
| Países Baixos (MegaCharts)          | 1               |
| Polônia (ZPAV)                      | 1               |
| Portugal (AFP)                      | 1               |
| Reino Unido (UK Albums Chart)       | 1               |
| Suécia (Sverigetopplistan)          | 1               |
| Suíça (Schweizer Hitparade)         | 2               |

| País — Tabela musical (1990–1999) | Posição |
| --------------------------------- | ------- |
| Estados Unidos (Billboard 200)    | 1       |
| Reino Unido (UK Albums Chart)     | 5       |

| País — Tabela musical (1950—2010)         | Posição |
| ----------------------------------------- | ------- |
| Estados Unidos (Billboard 200)            | 7       |
| Estados Unidos (Billboard 200) (Mulheres) | 3       |
| Reino Unido (UK Albums Chart)             | 41      |

| País — Tabela musical (1995)   | Posição |
| ------------------------------ | ------- |
| Canadá (RPM Albums Chart)      | 9       |
| Estados Unidos (Billboard 200) | 14      |
| Reino Unido (UK Albums Chart)  | 49      |

| País — Tabela musical (1996)        | Posição |
| ----------------------------------- | ------- |
| Alemanha (GfK Entertainment Charts) | 2       |
| Austrália (ARIA Charts)             | 1       |
| Áustria (Ö3 Austria Top 40)         | 3       |
| Canadá (RPM Albums Chart)           | 1       |
| Estados Unidos (Billboard 200)      | 1       |
| Europa (European Top 100 Albums)    | 1       |
| França (SNEP)                       | 13      |
| Itália (FIMI)                       | 2       |
| Nova Zelândia (Recorded Music NZ)   | 1       |
| Noruega (VG-lista)                  | 11      |
| Países Baixos (Dutch Charts)        | 5       |
| Reino Unido (UK Albums Chart)       | 1       |
| Suécia (Sverigetopplistan)          | 2       |
| Suíça (Schweizer Hitparade)         | 3       |
| País — Tabela musical (1997)        | Posição |
| Alemanha (GfK Entertainment Charts) | 66      |
| Austrália (ARIA Charts)             | 26      |
| Bélgica (Ultratop 50 de Flandres)   | 74      |
| Estados Unidos (Billboard 200)      | 23      |
| Europa (European Top 100 Albums)    | 43      |
| Nova Zelândia (Recorded Music NZ)   | 44      |
| Países Baixos (Dutch Charts)        | 43      |
| Reino Unido (UK Albums Chart)       | 46      |

| Região | Certificação | Vendas      |
| --- | ------------ | ----------- |
| Alemanha (BVMI) | 2× Platina   | 1 000 000^  |
| Argentina (CAPIF) | Platina      | 60 000^     |
| Austrália (ARIA) | 14× Platina  | 1 020 000   |
| Áustria (IFPI Áustria) | 2× Platina   | 100 000*    |
| Bélgica (BEA) | 3× Platina   | 100 000*    |
| Brasil (Pro-Música Brasil) | 2× Platina   | 500 000*    |
| Brasil (Pro-Música Brasil) | 2× Platina   | 500 000‡    |
| Canadá (Music Canada) | 2× Diamante  | 2 000 000^  |
| Dinamarca (IFPI Dinamarca) | 9× Platina   | 180 000^    |
| Espanha (PROMUSICAE) | 3× Platina   | 300 000^    |
| Estados Unidos (RIAA) | 16× Platina  | 16 000 000^ |
| Finlândia (Musiikkituottajat) | Platina      | 65 860^     |
| França (SNEP) | Platina      | 300 000^    |
| Nova Zelândia (RIANZ) | Platina      | 15 000*     |
| Noruega (IFPI Noruega) | Platina      | 30 000*     |
| Países Baixos (NVPI) | 4× Platina   | 400 000^    |
| Polônia (ZPAV) | Ouro         | 50 000*     |
| Portugal (AFP) | 2× Platina   | 80 000^     |
| Reino Unido (BPI) | 10× Platina  | 2 810 000   |
| Suécia (GLF) | 2× Platina   | 200 000^    |
| Suíça (IFPI Suíça) | 2× Platina   | 50 000^     |
| Resumos |              |             |
| Europa (IFPI) | 7× Platina   | 7 000 000*  |
| Mundo | —            | 33 000 000  |
| *números de vendas baseados somente na certificação ^distribuições baseadas apenas na certificação ‡vendas+valores de streaming baseados somente na certificação |              |             |